# 千葉土気緑の森工業団地
千葉土気の森工業団地（ちばとけみどりのもりこうぎょうだんち）とは、千葉県千葉市緑区東南、市原市に隣接した大野台にある工業団地である。最寄り駅は土気駅であり、駅北口から千葉中央バス（工業団地内に「大野台営業所」あり）が緑の森工業団地線を運行している。 

## 概要
千葉県（千葉県土地開発公社）が造成・分譲する面積160haの工業団地である。当初、最先端技術発信拠点として、研究所専門の工業団地として造成した。しかし、バブル崩壊により進出率が伸び悩んだ為、現在では工場も進出している。物流面については千葉外房有料道路大木戸ICが工業団地内にあり、都心へは1時間程度であることから都心近郊の工業団地としては比較的良好な立地と言える。しかし人の移動面については、最寄り駅の土気駅および誉田駅からは5km以上離れている上、路線バスの運行本数が非常に少ない（年末年始などの非稼働日は運休）等課題が多い。また、工業団地周辺に飲食店はなくコンビニエンスストアが団地内に一軒あるだけである。

## 進出企業
- 昭和電工[3]
- 日清紡ホールディングス/日清紡ケミカル[3]
- 東洋エンジニアリング[3][4]
- 小池酸素工業[3]
- 日本海事協会[3]
- 帝人[3]
- アサヒ木材[5]
- 長崎製作所[5]
- ダイショク[5]
- 鴻池運輸[3]
- 三和精密工業[3]
- 正電成和[3]
- タバタ[5]
- ナプソン[3]
- イトーキ[5]
- アキタフーズ[5]
- トーヨーケム[5]
- 東洋工業塗料[5]
- ムラカミ[3]
- 星光PMC[3]
- 千葉県薬剤師会検査センター[5]
- 中外テクノス[6]
- 畔蒜工務店[5]
- 東京パワーテクノロジー[5]
- 安藤ハザマ[5]
- ダイヤ[5]
- インスメタル[5][7]
- グリーンサイクルシステムズ（三菱電機子会社）[8][9]

## 周辺交通

### 道路
- 千葉東金道路
- 千葉外房有料道路
- 大網街道（千葉県道20号千葉大網線）

### 鉄道
- 外房線・土気駅（JR東日本）

### 路線バス
- 千葉中央バス大野台営業所（工業団地内に所在）

### 高速バス
- 羽田空港～土気駅高速バス（東京湾アクアライン経由）
  - 東京空港交通、千葉中央バス